# ベンジャミン・フリス
ベンジャミン・フリス（Benjamin Frith, 1957年10月11日 - ）は、イギリスのピアノ奏者。

## 経歴
1957年、サウス・ヨークシャーで生まれた。10歳からファニー・ウォーターマンの下でピアノを学んだ。14歳の時にイギリス国内のダドリー・ナショナル・コンクールに出場して優勝を飾った。1986年にブゾーニ国際ピアノコンクールで2位を獲得し、またルービンシュタイン国際ピアノコンクールで優勝した。
2000年に自らの名前を冠したピアノ四重奏団を結成している。